# Cerro de Almodóvar
Cerro de Almodóvar är en kulle i Spanien.   Den ligger i provinsen Provincia de Madrid och regionen Madrid, i den centrala delen av landet, 9 km öster om huvudstaden Madrid. Toppen på Cerro de Almodóvar är 719 meter över havet, eller 63 meter över den omgivande terrängen. Bredden vid basen är 1,4 km.
Terrängen runt Cerro de Almodóvar är huvudsakligen platt. Runt Cerro de Almodóvar är det mycket tätbefolkat, med 3 022 invånare per kvadratkilometer. Närmaste större samhälle är Madrid, 9,4 km väster om Cerro de Almodóvar. Omgivningarna runt Cerro de Almodóvar är i huvudsak ett öppet busklandskap.

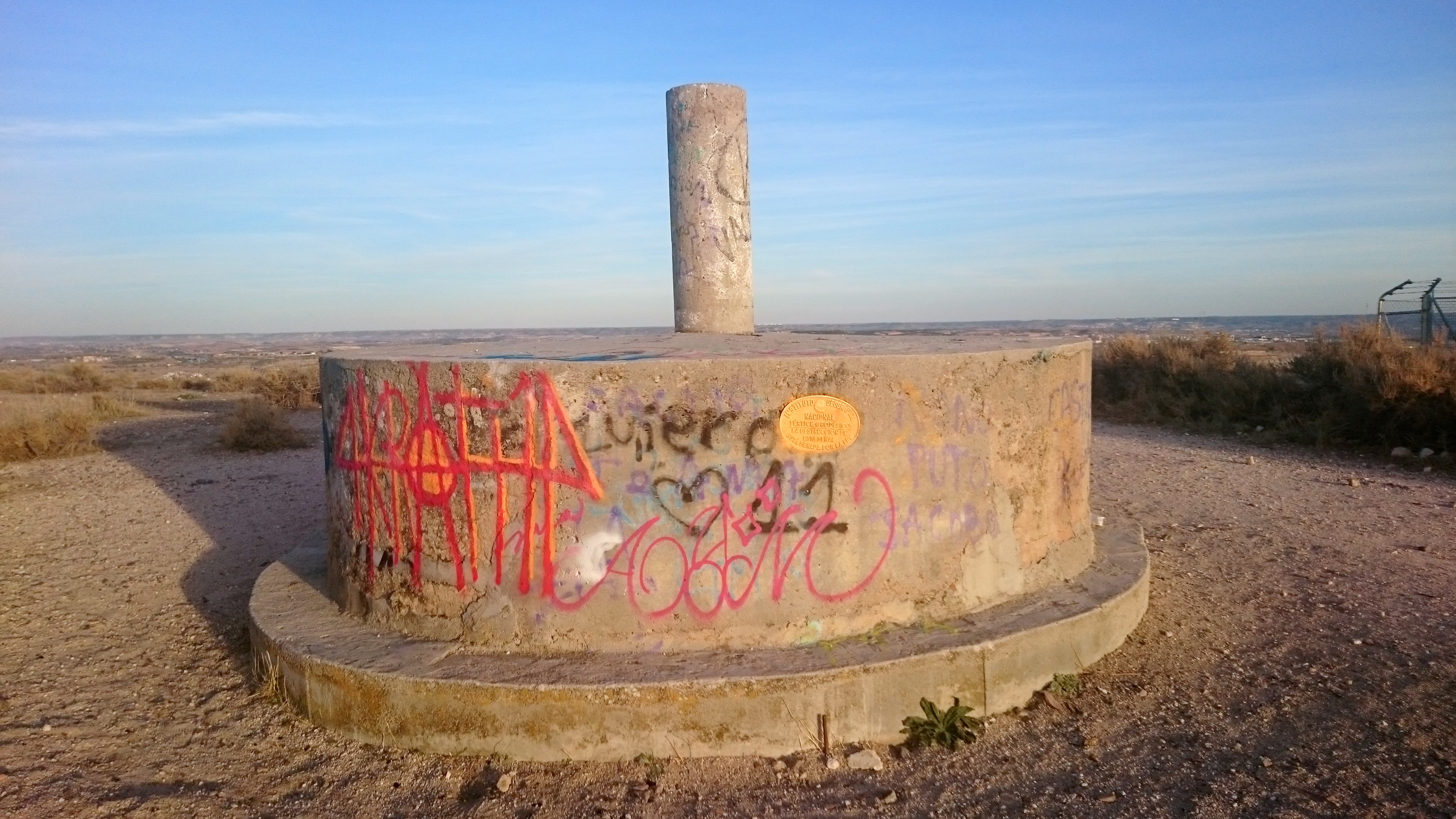
Trigonometrisk station